# Bouteloua media
Bouteloua media är en gräsart som först beskrevs av Eugène Pierre Nicolas Fournier, och fick sitt nu gällande namn av Gould och Zarir Jamasji Kapadia. Bouteloua media ingår i släktet Bouteloua och familjen gräs. Inga underarter finns listade i Catalogue of Life.